# Everton Stadium
Everton Stadium je fotbalový stadion v liverpoolské čtvrti Vauxhall, plánovaný jako domovské hřiště Evertonu FC od sezóny 2025/2026 namísto Goodison Parku.
Stadion se stane jedním z dějišt Mistrovství Evropy ve fotbale 2028.